# Life on a Plate
Life on a Plate to drugi album muzyczny szwedzkiej punkrockowej grupy muzycznej Millencolin wydany 11 października 1995 w Szwecji i 26 marca 1996 w USA. Album uzyskał czwarte miejsce na szwedzkich listach przebojów i uzyskał status złotej płyty w 2002 po sprzedaniu 50 000 kopii w Szwecji. Dodatkowo, okładka albumu zrobiona przez Erika Ohlssona wygrała tytuł "Okładki roku" (1995) szwedzkiego czasopisma Slitz.

## Lista utworów
1. "Bullion" (MP3) – 1:59
2. "Olympic" – 2:56
3. "Move Your Car" (VIDEO) – 2:06
4. "Killercrush" (MP3) – 2:27
5. "Friends 'Til the End" – 2:31
6. "Story of My Life" (MP3 | VIDEO) – 2:32
7. "Jellygoose" – 2:34
8. "Replay" – 2:16
9. "Vulcan Ears" – 2:05
10. "Dr. Jackal & Mr. Hide" – 2:24
11. "Softworld" – 2:56
12. "Buzzer" – 2:21
13. "Ace Frehley" – 0:05
14. "Airhead" – 2:54